# Barcelona, mapa d'ombres
Barcelona, mapa d'ombres és una obra de teatre escrita el 2004 per Lluïsa Cunillé i Salgado. Fou estrenada a la Sala Beckett de Barcelona el 3 de març de 2004 amb èxit de públic. Fou nominada a 8 categorie dels Premis Butaca, entre les quals hi ha les de millor obra, millor director per Lurdes Barba, millor text per Lluïsa Cunillé i millor actor per Alfred Lucchetti.

## Argument
En un pis vel de l'Eixample de Barcelona viu un matrimoni; el marit és un antic porter del Gran Teatre del Liceu a qui li agrada travestir-se. Un dia es reuneix amb la seva esposa, la seva cunyada i tres rellogats: una dona rossa que dona classes de francès, un jove exfutbolista que treballa de vigilant de seguretat i una noia llatinoamericana embarassada. Un cop reunits, els demana a tots que marxin del pis, jaque s'ha de morir i vol estar sol els últims mesos de vida que li queden. Enmig del a conversa s'hi barregen incest, homosexualitat i adulteri.

## Repartiment
- Alfred Lucchetti - Ell
- Mont Plans - Ella
- Daniela Corbo - Estrangera
- Jordi Collet - Jove
- Lina Lambert - Dona
- Albert Pérez - Metge

## Premis
- Premi Ciutat de Barcelona de les Arts Escèniques 2004[4]
- Premi Butaca al millor text 2004
- Premi Nacional de Teatre de la Generalitat de Catalunya 2007
- Premi Max a la millor autoria teatral en castellà 2007

## Adaptació cinematográfica
El 2007 fou adaptada al cinema per Ventura Pons amb el títol Barcelona, un mapa, protagonitzada per Josep Maria Pou i Rosa Maria Sardà.